# BAFTA (премия, 1959)
12-я церемония вручения наград премии BAFTA

Лондон, Англия
Лучший фильм: 

Путь наверх 

Room at the Top
Лучший британский фильм: 

Путь наверх 

Room at the Top
< 11-я Церемонии вручения 13-я >
12-я церемония вручения наград премии BAFTA за заслуги в области кинематографа за 1958 год состоялась в Лондоне в 1959 году.
В категории «Лучший фильм» были заявлены пять картин из США («Калифорнийские семьи», «Кошка на раскалённой крыше», «Молодые львы», «Не склонившие головы», «Пастух»), по одной из Индии («Непокорённый»), Италии («Ночи Кабирии»), СССР («Летят журавли»), Швеции («Земляничная поляна») и пять из Великобритании, также указанные в категории «Лучший британский фильм». Специальной награды (англ. Special Award) удостоилась британская некоммерческая организация Children’s Film Foundation, специализировавшаяся на производстве фильмов для детей.
Ниже приведён полный список победителей и номинантов премии с указанием имён режиссёров, актёров и сценаристов, а также оригинальных и русскоязычных названий фильмов. Названия фильмов и имена кинодеятелей, победивших в соответствующей категории, выделены жирным шрифтом и отдельным цветом.
| Фильмы                                          |                                |                                         |                                |
| Категория                                       | Фильм — русскоязычное название | Фильм — оригинальное название           | Режиссёр                       |
| Лучший фильм                                    | • «Путь наверх»                | Room at the Top                         | Джек Клейтон                   |
| Лучший фильм                                    | • «Земляничная поляна»         | Smultronstället                         | Ингмар Бергман                 |
| Лучший фильм                                    | • «Калифорнийские семьи»       | No Down Payment                         | Мартин Ритт                    |
| Лучший фильм                                    | • «Кошка на раскалённой крыше» | Cat on a Hot Tin Roof                   | Ричард Брукс                   |
| Лучший фильм                                    | • «Летят журавли»              |                                         | Михаил Калатозов               |
| Лучший фильм                                    | • «Милый сэр»                  | Indiscreet                              | Стэнли Донен                   |
| Лучший фильм                                    | • «Молодые львы»               | The Young Lions                         | Эдвард Дмитрык                 |
| Лучший фильм                                    | • «Непокорённый»               | Aparajito                               | Сатьяджит Рай                  |
| Лучший фильм                                    | • «Не склонившие головы»       | The Defiant Ones                        | Стэнли Крамер                  |
| Лучший фильм                                    | • «Ночи Кабирии»               | Le notti di Cabiria                     | Федерико Феллини               |
| Лучший фильм                                    | • «Пастух»                     | The Sheepman                            | Джордж Маршалл                 |
| Лучший фильм                                    | • «Песочное море»              | Sea of Sand                             | Гай Грин                       |
| Лучший фильм                                    | • «Приказы убивать»            | Orders to Kill                          | Энтони Асквит                  |
| Лучший фильм                                    | • «Трудный путь в Александрию» | Ice-Cold in Alex                        | Джей Ли Томпсон                |
| Лучший британский фильм                         | • «Путь наверх»                | Room at the Top                         | Джек Клейтон                   |
| Лучший британский фильм                         | • «Милый сэр»                  | Indiscreet                              | Стэнли Донен                   |
| Лучший британский фильм                         | • «Песочное море»              | Sea of Sand                             | Гай Грин                       |
| Лучший британский фильм                         | • «Приказы убивать»            | Orders to Kill                          | Энтони Асквит                  |
| Лучший британский фильм                         | • «Трудный путь в Александрию» | Ice-Cold in Alex                        | Джей Ли Томпсон                |
| Лучший анимационный фильм                       | • «Маленький остров»           | The Little Island                       | Ричард Уильямс                 |
| Лучший анимационный фильм                       | • «Жонглёр нашей леди»         | The Juggler of Our Lady                 | Эл Козил, Джин Дейч            |
| Лучший анимационный фильм                       | • «Дрозд»                      | Le Merle                                | Норман Макларен                |
| Лучший документальный фильм                     | • «Стекло»                     | Glass                                   | Берт Ханстра                   |
| Лучший документальный фильм                     | • «Тайны рифа»                 | Secrets of the Reef                     | Мюррэй Лернер, Ллойд Риттер    |
| Лучший документальный фильм                     | • —                            | The Forerunner                          | —                              |
| Лучший документальный фильм                     | • —                            | Jabulani Afrika                         | —                              |
| Лучший документальный фильм                     | • —                            | L.S. Lowry                              | —                              |
| Лучший документальный фильм                     | • —                            | Wonders of Chicago                      | —                              |
| Награда объединённых наций United Nations Award | • «Не склонившие головы»       | The Defiant Ones                        | Стэнли Крамер                  |
| Награда объединённых наций United Nations Award | • «Неизвестный солдат»         | Tuntematon sotilas                      | Эдвин Лэйн                     |
| Награда объединённых наций United Nations Award | • —                            | People Like Maria                       | —                              |
| Актёрские работы                                |                                |                                         |                                |
| Категория                                       | Имя                            | Фильм — русскоязычное название          | Фильм — оригинальное название  |
| Лучший британский актёр                         | • Тревор Ховард                | «Ключ»                                  | The Key                        |
| Лучший британский актёр                         | • Дональд Вулфит               | «Путь наверх»                           | Room at the Top                |
| Лучший британский актёр                         | • И. С. Джохар                 | «Гарри Блэк и Тигр»                     | Harry Black and the Tiger      |
| Лучший британский актёр                         | • Майкл Крейг                  | «Песочное море»                         | Sea of Sand                    |
| Лучший британский актёр                         | • Энтони Куэйл                 | «Трудный путь в Александрию»            | Ice-Cold in Alex               |
| Лучший британский актёр                         | • Терри-Томас                  | «Мальчик-с-пальчик»                     | tom thumb                      |
| Лучший британский актёр                         | • Лоуренс Харви                | «Путь наверх»                           | Room at the Top                |
| Лучший иностранный актёр                        | • Сидни Пуатье                 | «Не склонившие головы»                  | The Defiant Ones               |
| Лучший иностранный актёр                        | • Марлон Брандо                | «Молодые львы»                          | The Young Lions                |
| Лучший иностранный актёр                        | • Чарльз Лоутон                | «Свидетель обвинения»                   | Witness for the Prosecution    |
| Лучший иностранный актёр                        | • Тони Кёртис                  | «Не склонившие головы»                  | The Defiant Ones               |
| Лучший иностранный актёр                        | • Пол Ньюман                   | «Кошка на раскалённой крыше»            | Cat on a Hot Tin Roof          |
| Лучший иностранный актёр                        | • Спенсер Трейси               | «Последнее ура»                         | The Last Hurrah                |
| Лучший иностранный актёр                        | • Гленн Форд                   | «Пастух»                                | The Sheepman                   |
| Лучший иностранный актёр                        | • Виктор Шёстрём               | «Земляничная поляна»                    | Smultronstället                |
| Лучший иностранный актёр                        | • Курд Юргенс                  | «Враг внизу»                            | The Enemy Below                |
| Лучший иностранный актёр                        | • Курд Юргенс                  | «Постоялый двор шестой степени счастья» | The Inn of the Sixth Happiness |
| Лучшая британская актриса                       | • Айрини Уорт                  | «Приказы убивать»                       | Orders to Kill                 |
| Лучшая британская актриса                       | • Гермиона Баддели             | «Путь наверх»                           | Room at the Top                |
| Лучшая британская актриса                       | • Вирджиния Маккенна           | «И с гордостью её пишите имя»           | Carve Her Name with Pride      |
| Лучшая иностранная актриса                      | • Симона Синьоре               | «Путь наверх»                           | Room at the Top                |
| Лучшая иностранная актриса                      | • Каруна Баннерджи             | «Непокорённый»                          | Aparajito                      |
| Лучшая иностранная актриса                      | • Ингрид Бергман               | «Постоялый двор шестой степени счастья» | The Inn of the Sixth Happiness |
| Лучшая иностранная актриса                      | • Джоан Вудворд                | «Калифорнийские семьи»                  | No Down Payment                |
| Лучшая иностранная актриса                      | • Джульетта Мазина             | «Ночи Кабирии»                          | Le notti di Cabiria            |
| Лучшая иностранная актриса                      | • Анна Маньяни                 | «Дикий ветер»                           | Wild Is the Wind               |
| Лучшая иностранная актриса                      | • Татьяна Самойлова            | «Летят журавли»                         |                                |
| Лучшая иностранная актриса                      | • Элизабет Тейлор              | «Кошка на раскалённой крыше»            | Cat on a Hot Tin Roof          |
| Самый многообещающий новичок                    | • Пол Мэсси                    | «Приказы убивать»                       | Orders to Kill                 |
| Самый многообещающий новичок                    | • Ред Баттонс                  | «Сайонара»                              | Sayonara                       |
| Самый многообещающий новичок                    | • Гвен Вердон                  | «Чёртовы янки»                          | Damn Yankees                   |
| Самый многообещающий новичок                    | • Тереса Ижевская              | «Канал»                                 | Kanał                          |
| Самый многообещающий новичок                    | • Мэри Пич                     | «Путь наверх»                           | Room at the Top                |
| Самый многообещающий новичок                    | • Мэгги Смит                   | «Некуда идти»                           | Nowhere to Go                  |
| Другие категории                                |                                |                                         |                                |
| Категория                                       | Имя                            | Фильм — русскоязычное название          | Фильм — оригинальное название  |
| Лучший сценарий для британского фильма          | • Пол Ден                      | «Приказы убивать»                       | Orders to Kill                 |